# År med 365 dagar som börjar en måndag
| Normalår som börjar en: | Måndag | • | Tisdag | • | Onsdag | • | Torsdag | • | Fredag | • | Lördag | • | Söndag |
| Skottår som börjar en:  | Måndag | • | Tisdag | • | Onsdag | • | Torsdag | • | Fredag | • | Lördag | • | Söndag |

Ett vanligt år som börjar en måndag är ett år i den gregorianska kalendern (tidigare även den julianska), som har 365 dagar, har söndagsbokstaven G och vars första dag (1 januari) infaller på veckodagen måndag. Året har enligt ISO-standarden 8601 52 veckor och 1 januari infaller i vecka 1, medan årets sista dag (31 december) infaller i nästföljande års vecka 1. Det återkommer liksom övriga normalår efter 11 år utom i vissa fall: Om detta år infaller tre år före följande skottår, under ett undantaget normalår (d.v.s. sekelår som ej är skottår) alternativt före eller efter ett sådant år eller 5-6 år före ett sådant år, återkommer detta år efter sex år. Detta år återkommer alltid efter 12 år om det infaller inom 10 år före ett undantaget normalår.
Ett år av denna typ får följande kalender:
| Januari | Januari | Januari | Januari | Januari | Januari | Januari | Januari |
| ------- | ------- | ------- | ------- | ------- | ------- | ------- | ------- |
| v.      | Må      | Ti      | On      | To      | Fr      | Lö      | Sö      |
| 1       | 1       | 2       | 3       | 4       | 5       | 6       | 7       |
| 2       | 8       | 9       | 10      | 11      | 12      | 13      | 14      |
| 3       | 15      | 16      | 17      | 18      | 19      | 20      | 21      |
| 4       | 22      | 23      | 24      | 25      | 26      | 27      | 28      |
| 5       | 29      | 30      | 31      |         |         |         |         |

| Februari | Februari | Februari | Februari | Februari | Februari | Februari | Februari |
| -------- | -------- | -------- | -------- | -------- | -------- | -------- | -------- |
| v.       | Må       | Ti       | On       | To       | Fr       | Lö       | Sö       |
| 5        |          |          |          | 1        | 2        | 3        | 4        |
| 6        | 5        | 6        | 7        | 8        | 9        | 10       | 11       |
| 7        | 12       | 13       | 14       | 15       | 16       | 17       | 18       |
| 8        | 19       | 20       | 21       | 22       | 23       | 24       | 25       |
| 9        | 26       | 27       | 28       |          |          |          |          |

| Mars | Mars | Mars | Mars | Mars | Mars | Mars | Mars |
| ---- | ---- | ---- | ---- | ---- | ---- | ---- | ---- |
| v.   | Må   | Ti   | On   | To   | Fr   | Lö   | Sö   |
| 9    |      |      |      | 1    | 2    | 3    | 4    |
| 10   | 5    | 6    | 7    | 8    | 9    | 10   | 11   |
| 11   | 12   | 13   | 14   | 15   | 16   | 17   | 18   |
| 12   | 19   | 20   | 21   | 22   | 23   | 24   | 25   |
| 13   | 26   | 27   | 28   | 29   | 30   | 31   |      |

| April | April | April | April | April | April | April | April |
| ----- | ----- | ----- | ----- | ----- | ----- | ----- | ----- |
| v.    | Må    | Ti    | On    | To    | Fr    | Lö    | Sö    |
| 13    |       |       |       |       |       |       | 1     |
| 14    | 2     | 3     | 4     | 5     | 6     | 7     | 8     |
| 15    | 9     | 10    | 11    | 12    | 13    | 14    | 15    |
| 16    | 16    | 17    | 18    | 19    | 20    | 21    | 22    |
| 17    | 23    | 24    | 25    | 26    | 27    | 28    | 29    |
| 18    | 30    |       |       |       |       |       |       |

| Maj | Maj | Maj | Maj | Maj | Maj | Maj | Maj |
| --- | --- | --- | --- | --- | --- | --- | --- |
| v.  | Må  | Ti  | On  | To  | Fr  | Lö  | Sö  |
| 18  |     | 1   | 2   | 3   | 4   | 5   | 6   |
| 19  | 7   | 8   | 9   | 10  | 11  | 12  | 13  |
| 20  | 14  | 15  | 16  | 17  | 18  | 19  | 20  |
| 21  | 21  | 22  | 23  | 24  | 25  | 26  | 27  |
| 22  | 28  | 29  | 30  | 31  |     |     |     |

| Juni | Juni | Juni | Juni | Juni | Juni | Juni | Juni |
| ---- | ---- | ---- | ---- | ---- | ---- | ---- | ---- |
| v.   | Må   | Ti   | On   | To   | Fr   | Lö   | Sö   |
| 22   |      |      |      |      | 1    | 2    | 3    |
| 23   | 4    | 5    | 6    | 7    | 8    | 9    | 10   |
| 24   | 11   | 12   | 13   | 14   | 15   | 16   | 17   |
| 25   | 18   | 19   | 20   | 21   | 22   | 23   | 24   |
| 26   | 25   | 26   | 27   | 28   | 29   | 30   |      |

| Juli | Juli | Juli | Juli | Juli | Juli | Juli | Juli |
| ---- | ---- | ---- | ---- | ---- | ---- | ---- | ---- |
| v.   | Må   | Ti   | On   | To   | Fr   | Lö   | Sö   |
| 26   |      |      |      |      |      |      | 1    |
| 27   | 2    | 3    | 4    | 5    | 6    | 7    | 8    |
| 28   | 9    | 10   | 11   | 12   | 13   | 14   | 15   |
| 29   | 16   | 17   | 18   | 19   | 20   | 21   | 22   |
| 30   | 23   | 24   | 25   | 26   | 27   | 28   | 29   |
| 31   | 30   | 31   |      |      |      |      |      |

| Augusti | Augusti | Augusti | Augusti | Augusti | Augusti | Augusti | Augusti |
| ------- | ------- | ------- | ------- | ------- | ------- | ------- | ------- |
| v.      | Må      | Ti      | On      | To      | Fr      | Lö      | Sö      |
| 31      |         |         | 1       | 2       | 3       | 4       | 5       |
| 32      | 6       | 7       | 8       | 9       | 10      | 11      | 12      |
| 33      | 13      | 14      | 15      | 16      | 17      | 18      | 19      |
| 34      | 20      | 21      | 22      | 23      | 24      | 25      | 26      |
| 35      | 27      | 28      | 29      | 30      | 31      |         |         |

| September | September | September | September | September | September | September | September |
| --------- | --------- | --------- | --------- | --------- | --------- | --------- | --------- |
| v.        | Må        | Ti        | On        | To        | Fr        | Lö        | Sö        |
| 35        |           |           |           |           |           | 1         | 2         |
| 36        | 3         | 4         | 5         | 6         | 7         | 8         | 9         |
| 37        | 10        | 11        | 12        | 13        | 14        | 15        | 16        |
| 38        | 17        | 18        | 19        | 20        | 21        | 22        | 23        |
| 39        | 24        | 25        | 26        | 27        | 28        | 29        | 30        |

| Oktober | Oktober | Oktober | Oktober | Oktober | Oktober | Oktober | Oktober |
| ------- | ------- | ------- | ------- | ------- | ------- | ------- | ------- |
| v.      | Må      | Ti      | On      | To      | Fr      | Lö      | Sö      |
| 40      | 1       | 2       | 3       | 4       | 5       | 6       | 7       |
| 41      | 8       | 9       | 10      | 11      | 12      | 13      | 14      |
| 42      | 15      | 16      | 17      | 18      | 19      | 20      | 21      |
| 43      | 22      | 23      | 24      | 25      | 26      | 27      | 28      |
| 44      | 29      | 30      | 31      |         |         |         |         |

| November | November | November | November | November | November | November | November |
| -------- | -------- | -------- | -------- | -------- | -------- | -------- | -------- |
| v.       | Må       | Ti       | On       | To       | Fr       | Lö       | Sö       |
| 44       |          |          |          | 1        | 2        | 3        | 4        |
| 45       | 5        | 6        | 7        | 8        | 9        | 10       | 11       |
| 46       | 12       | 13       | 14       | 15       | 16       | 17       | 18       |
| 47       | 19       | 20       | 21       | 22       | 23       | 24       | 25       |
| 48       | 26       | 27       | 28       | 29       | 30       |          |          |

| December | December | December | December | December | December | December | December |
| -------- | -------- | -------- | -------- | -------- | -------- | -------- | -------- |
| v.       | Må       | Ti       | On       | To       | Fr       | Lö       | Sö       |
| 48       |          |          |          |          |          | 1        | 2        |
| 49       | 3        | 4        | 5        | 6        | 7        | 8        | 9        |
| 50       | 10       | 11       | 12       | 13       | 14       | 15       | 16       |
| 51       | 17       | 18       | 19       | 20       | 21       | 22       | 23       |
| 52       | 24       | 25       | 26       | 27       | 28       | 29       | 30       |
| 1        | 31       |          |          |          |          |          |          |

Under de julianska och gregorianska kalendrarna har följande år varit av denna typ (observera att den julianska sedan 1929 endast används inom vissa ortodoxa kyrkor och sedan dess alltså inte officiellt används av någon stat för tideräkning):
| Århundrade      | Julianska kalendern                                              | Gregorianska kalendern                                           | Svenska kalendern |
| --------------- | ---------------------------------------------------------------- | ---------------------------------------------------------------- | ----------------- |
| 000-talet f.Kr. | 43 f.Kr., 32 f.Kr., 26 f.Kr., 15 f.Kr., 4 f.Kr.                  |                                                                  |                   |
| 000-talet       | 3, 14, 25, 31, 42, 53, 59, 70, 81, 87, 98                        |                                                                  |                   |
| 100-talet       | 109, 115, 126, 137, 143, 154, 165, 171, 182, 193, 199            |                                                                  |                   |
| 200-talet       | 210, 221, 227, 238, 249, 255, 266, 277, 283, 294                 |                                                                  |                   |
| 300-talet       | 305, 311, 322, 333, 339, 350, 361, 367, 378, 389, 395            |                                                                  |                   |
| 400-talet       | 406, 417, 423, 434, 445, 451, 462, 473, 479, 490                 |                                                                  |                   |
| 500-talet       | 501, 507, 518, 529, 535, 546, 557, 563, 574, 585, 591            |                                                                  |                   |
| 600-talet       | 602, 613, 619, 630, 641, 647, 658, 669, 675, 686, 697            |                                                                  |                   |
| 700-talet       | 703, 714, 725, 731, 742, 753, 759, 770, 781, 787, 798            |                                                                  |                   |
| 800-talet       | 809, 815, 826, 837, 843, 854, 865, 871, 882, 893, 899            |                                                                  |                   |
| 900-talet       | 910, 921, 927, 938, 949, 955, 966, 977, 983, 994                 |                                                                  |                   |
| 1000-talet      | 1005, 1011, 1022, 1033, 1039, 1050, 1061, 1067, 1078, 1089, 1095 |                                                                  |                   |
| 1100-talet      | 1106, 1117, 1123, 1134, 1145, 1151, 1162, 1173, 1179, 1190       |                                                                  |                   |
| 1200-talet      | 1201, 1207, 1218, 1229, 1235, 1246, 1257, 1263, 1274, 1285, 1291 |                                                                  |                   |
| 1300-talet      | 1302, 1313, 1319, 1330, 1341, 1347, 1358, 1369, 1375, 1386, 1397 |                                                                  |                   |
| 1400-talet      | 1403, 1414, 1425, 1431, 1442, 1453, 1459, 1470, 1481, 1487, 1498 |                                                                  |                   |
| 1500-talet      | 1509, 1515, 1526, 1537, 1543, 1554, 1565, 1571, 1582, 1593, 1599 | 1590                                                             |                   |
| 1600-talet      | 1610, 1621, 1627, 1638, 1649, 1655, 1666, 1677, 1683, 1694       | 1601, 1607, 1618, 1629, 1635, 1646, 1657, 1663, 1674, 1685, 1691 |                   |
| 1700-talet      | 1705, 1711, 1722, 1733, 1739, 1750, 1761, 1767, 1778, 1789, 1795 | 1703, 1714, 1725, 1731, 1742, 1753, 1759, 1770, 1781, 1787, 1798 | 1700, 1706        |
| 1800-talet      | 1806, 1817, 1823, 1834, 1845, 1851, 1862, 1873, 1879, 1890       | 1810, 1821, 1827, 1838, 1849, 1855, 1866, 1877, 1883, 1894       |                   |
| 1900-talet      | 1901, 1907, 1918                                                 | 1900, 1906, 1917, 1923, 1934, 1945, 1951, 1962, 1973, 1979, 1990 |                   |
| 2000-talet      |                                                                  | 2001, 2007, 2018, 2029                                           |                   |

Denna årstyp föregås och efterföljs av olika sorters år, beroende på om närmast föregående år är ett skottår, om både närmast föregående och närmast efterföljande år är normalår eller om närmast efterföljande år är skottår enligt följande:
| Föregås av                    | Årstyp                                                                                             | Efterföljs av                 |
| ----------------------------- | -------------------------------------------------------------------------------------------------- | ----------------------------- |
| Skottår som börjar en lördag  | Normalår som börjar en måndag där närmast föregående år är skottår                                 | Normalår som börjar en tisdag |
| Normalår som börjar en söndag | Normalår som börjar en måndag där både närmast föregående och närmast efterföljande år är normalår | Normalår som börjar en tisdag |
| Normalår som börjar en söndag | Normalår som börjar en måndag där närmast efterföljande år är skottår                              | Skottår som börjar en tisdag  |